# Johann Philipp von Schönborn

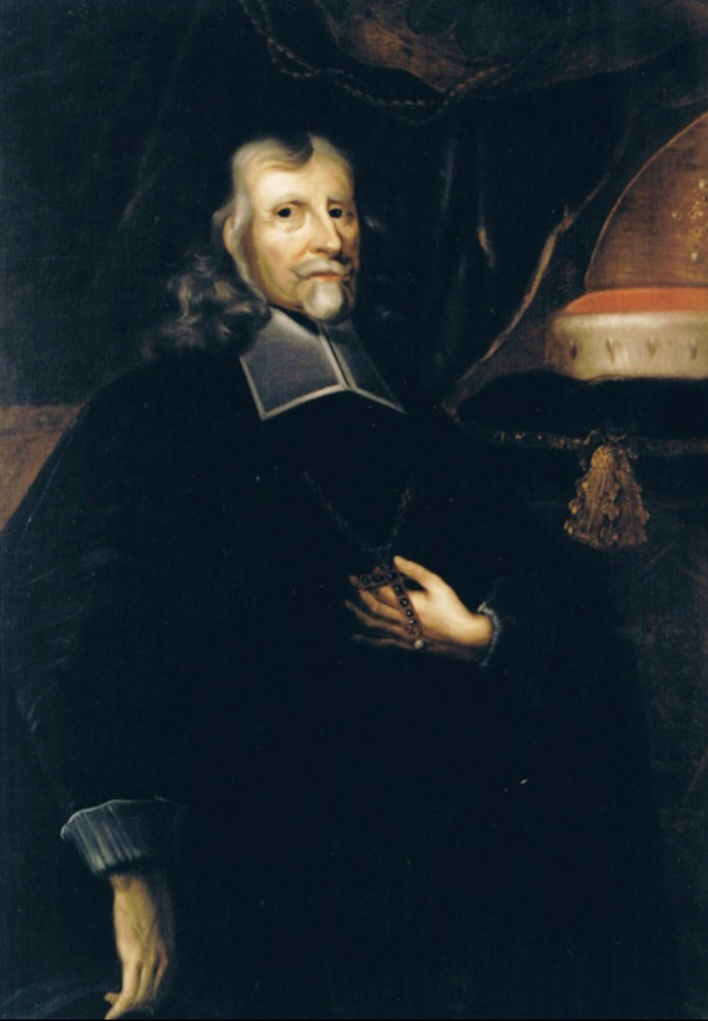
Johann Philipp (I.) von Schönborn mit Mainzer Kurhut (vermutlich um 1670)

Johann Philipp von Schönborn (* 6. August 1605 auf Burg Eschbach (heute Laubuseschbach) im Östlichen Hintertaunus; † 12. Februar 1673 in Würzburg) war Kurfürst und Erzbischof von Mainz (ab 1647), Fürstbischof von Würzburg (ab 1642) und Bischof von Worms (ab 1663). Johann Philipp von Schönborn gehört zu den bedeutendsten Erzbischöfen des Erzbistums Mainz. Als Fürstbischof Johann Philipp II. von Würzburg war er auch Herzog in Franken.

## Leben

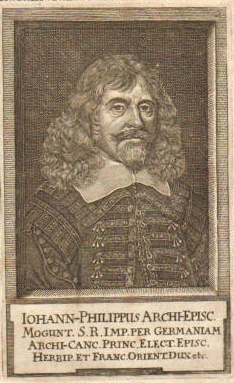
Johann Philipp (I.) von Schönborn, zeitgenössischer Stich (vermutlich 1650er Jahre)

### Herkunft und frühes Leben
Geboren in der Burg zu Laubuseschbach, stammte Johann Philipp aus dem Adelsgeschlecht derer von Schönborn, die seit dem 13. Jahrhundert an der Lahn nachweisbar sind. Er war ältester Sohn von Georg von Schönborn († 1613), 1605 Amtmann (vicecomes) der protestantischen Grafschaft Wied-Runkel, und von Maria Barbara von der Leyen. Sein jüngerer Bruder war Philipp Erwein von Schönborn. Sein Neffe Lothar Franz von Schönborn erbaute von 1711 bis 1718 das Schloss Weißenstein bei Pommersfelden (Landkreis Bamberg). Etliche Mitglieder der Schönbornschen Adelsfamilie traten im 16. Jahrhundert zum Protestantismus über. Auch Johann Philipp wurde vermutlich protestantisch getauft, doch erzog ihn seine Mutter im katholischen Glauben.
Johann Philipp (I.) von Schönborn wurde in Weilburg, Mainz (Jesuitenkolleg), Orléans und Siena auch juristisch ausgebildet und frühzeitig auf eine geistliche Karriere vorbereitet. 1621 wurde er Domicellar in Würzburg, 1625 in Mainz. Am 12. Mai 1626 empfing er in Mainz die niederen Weihen. 1629 wurde er Mitglied des Würzburger Domkapitels, 1631 floh er vor den einrückenden Schweden nach Köln, wo sich damals fast die gesamte katholisch-geistliche Elite des Reiches aufhielt. Besonders beeinflusste ihn dort der Jesuitenpater Friedrich Spee von Langenfeld, der ein entschiedener Gegner der besonders im 17. Jahrhundert grassierenden Hexenverfolgung war.

### Fürstbischof von Würzburg

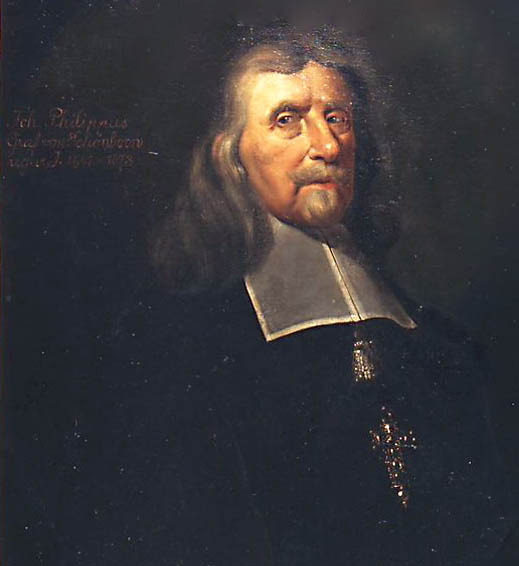
Johann Philipp (I.) von Schönborn (vermutlich 1660er Jahre)

Am 16. August 1642 wurde der kaiserliche Kavallerieoffizier als Johann Philipp (I.) zum Fürstbischof von Würzburg gewählt. Die päpstliche Bestätigung erfolgte am 18. April 1644. So ausgestattet, brachte er sich in die Friedensverhandlungen im Dreißigjährigen Krieg (Westfälischer Frieden) ein und empfahl sich auch für höhere Positionen. Am 8. September 1645 wurde er vom Mainzer Weihbischof Wolther Heinrich von Strevesdorff zum Bischof geweiht.
Direkt nach dem Amtsantritt handelte Johann Philipp Erleichterungen für das vom Dreißigjährigen Krieg gezeichnete Bistum und das dazugehörende geistliche Territorium aus. So erwirkte er niedrigere Kriegslasten an die kaiserlichen Truppen, erkaufte von den schwedischen Truppen Sicherheit und veranlasste die einrückenden Franzosen wieder zum Abzug. Außerdem begann er, erkennend, dass der Krieg nicht mehr zu gewinnen war, die Lage für Friedensverhandlungen zu sondieren.
Da seine eigene Position schwach war, suchte er nach Verbündeten für seine Politik. So ließ er beim französischen Ersten Minister Kardinal Jules Mazarin nach den Chancen eines Separatfriedens vorfühlen. Außerdem wollte er das Stimmrecht für die Reichsstände auf dem Westfälischen Friedenskongress erzwingen und schickte Delegationen dorthin. Damit gewann er die Aufmerksamkeit des kaiserlichen Hofes in Wien und der Franzosen. Der Hof erkannte die Gefahr der Spaltung von Reichsständen und Krone, auf die es Johann Philipp notfalls ankommen lassen wollte, und lenkte in der Frage der Besetzung des Kongresses ein.
Da sich die Religionsfragen wegen des Widerstandes der Schweden nicht von den Verhandlungen um den Frieden ausklammern ließen, war Johann Philipp als erster katholischer Reichsfürst auch in dieser Frage zu Kompromissen bereit, was ihm den Argwohn des Papstes und dessen Vertreters, Nuntius Fabio Chigi, einbrachte.
Der als Offizier selbst kriegserfahrene Johann Philipp von Schönborn ließ den bis 1786 dauernden Ausbau der Würzburger Befestigungen von Burg und Stadt beginnen.

### Erzbischof von Mainz
Nicht zuletzt wegen seiner hervorragenden Rolle auf den Friedenskongressen von Münster und Osnabrück, sein Gesandter war dabei sein Geheimer Rat, Kanzler und Vertrauter, Sebastian Wilhelm Meel, wurde er am 19. November 1647 vom Metropolitankapitel der Erzdiözese Mainz zum Erzbischof gewählt. Der französische Stadtkommandant Charles-Christophe de Mazancourt schickte Schönborn symbolisch die Schlüssel der Stadt, die dieser jedoch « avec beaucoups de modestie et de prudence » (deutsch: „mit großer Bescheidenheit und Vorsicht“) zurückwies. Das Pallium wurde ihm vom Papst bis zum 13. September 1649 vorenthalten, formal weil der Neugewählte die für diese Verleihung fällige Gebühr nicht zahlen konnte, mit einiger Sicherheit aber auch wegen seiner oben beschriebenen Kompromissbereitschaft gegenüber den protestantischen Reichsständen.
Die Position des Erzbischofs von Mainz, mit der die kurfürstliche Würde und Landesherrlichkeit über den Kurstaat sowie die Würde des Reichserzkanzlers und die Inhaberschaft des Reichsdirektoriums verbunden war, versetzte Schönborn in die Lage, die Reichspolitik in maßgeblicher Weise mitzugestalten. Alle seine Ämter übte er auch tatsächlich aus und beließ es nicht bei bloßen Titeln. Auch als Erzbischof von Mainz blieb er weiterhin Bischof von Würzburg. 1663 wurde er außerdem noch Bischof von Worms.

#### Politik nach dem Dreißigjährigen Krieg
Die Erhaltung des mühsam ausgehandelten Westfälischen Friedensschlusses, an dem er maßgeblich beteiligt war, wurde zur wichtigsten Säule in der Politik Johann Philipps. Dazu handelte er ein weitgefasstes Bündnissystem aus, immer getrieben von der Sorge, die Kriege könnten wieder aufflackern. Dabei musste er, formal-politisch eher mit schwachen Befugnissen ausgestattet, häufig zwischen dem Reich und Frankreich vermitteln und die ganze Autorität seiner Ämter einsetzen. Immerhin befanden sich noch immer französische Truppen auf dem Reichsgebiet, die unter anderem auch Mainz, die Residenzstadt des Erzbischofs, besetzt hielten.

#### Außenpolitik der Nachkriegszeit

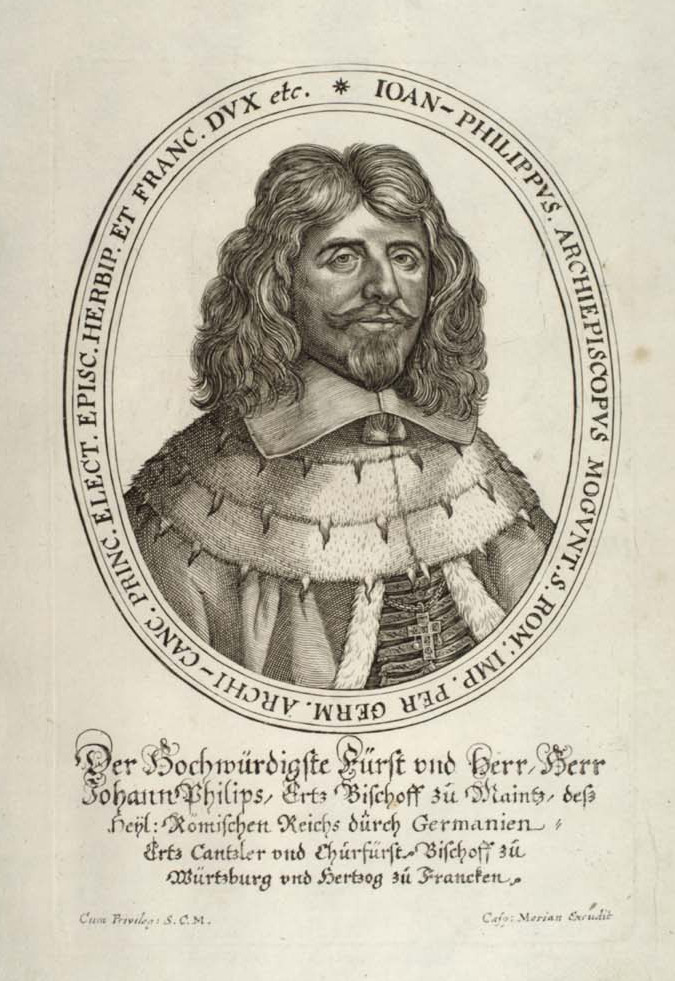
Johann Philipp (I.) von Schönborn, Darstellung in einem Krönungsdiarium aus dem Jahre 1658

Die Politik des Kurfürsten war daher auch zunächst kaiserorientiert. Doch die habsburgische Politik war wenig reichsbetont und so näherte er sich ab 1655 Frankreich an. 1658 verzögerte er die Wahl Leopolds I. zum Kaiser, nachdem auch Ludwig XIV., der Sonnenkönig, nach der Krone gegriffen hatte. Letztendlich stimmte Johann Philipp im Kurkollegium jedoch für Leopold. Im gleichen Jahr, am 15. August, propagierte er den neu geschaffenen Rheinischen Bund, der ein reichsständisches und auch französisches Gegengewicht zum Kaiserhof bildete. Schönborns Versuch den Bund „zu einer wirksamen dritten Kraft zwischen Habsburg und Bourbon zu einen“, verlief im Sande.
Doch die Hegemonialpolitik des Sonnenkönigs, die den von ihm um jeden Preis verteidigten Reichsfrieden gefährdete, ließ den Kurfürsten nach 1661 wieder zur Seite des Kaisers zurückkehren. Immerhin garantierte der Reichsfrieden die Verfassung von 1648, regelte damit die Religionszugehörigkeiten innerhalb des Reiches und sicherte somit den Fortbestand der geistlichen Fürstentümer und damit eine gesicherte Basis für die katholische Kirche im Reich. Durch die Rückdatierung der Zugehörigkeit auf den 1. Januar 1624 erhielt das Erzstift Mainz auch seine Besitzungen im Hessischen und das vorher jahrhundertelang zugehörige Erfurt wieder zurück. Johann Philipp hatte daher jeden Grund, diesen Reichsfrieden zu erhalten.

#### Innen- und Kirchenpolitik
Nach dem Dreißigjährigen Krieg ging der Erzbischof und Kurfürst auch daran, das im Prinzip seit dem Schmalkaldischen Krieg von 1546 nicht zur Ruhe gekommene Erzstift wieder zu beleben. Hierbei ging es ihm vor allem um das wirtschaftliche Stapelrecht und den finanziellen, kulturellen, religiösen und kirchlichen Wiederaufbau. Die Verbesserung der Infrastruktur und die Wiederbesiedelung durch Krieg und Pest verödeter Gebiete wurde unter seiner Ära begonnen. In kirchlicher Hinsicht sorgte er für die Umsetzung der Beschlüsse des Trienter Konzils und verfügte die Wiedereinführung des Chorgebets im Mainzer Dom. 1656 dekretierte er die Einführung des Gregorianischen Chorals. Außerdem förderte er die Herausgabe neu edierter Bibelübersetzungen, des neuen biblischen Katechismus und des Mainzer Propriums als Zusatz zum tridentinisch-römischen Brevier, für die sein Vertrauter, Weihbischof Adolph Gottfried Volusius kenntlich zeichnete. Das Mainzer Proprium sah auch den Mainzer Erzbischof Willigis als Heiligen vor, was von der Kurie in Rom bestritten, schließlich aber als legitim angesehen wurde. Laut den Beschlüssen des Konzils durften liturgische Sonderformen beibehalten werden, wenn sie länger als 200 Jahre Bestand gehabt hatten. Das aufgrund der Konzilsbeschlüsse in Mainz 1671 herausgegebene neue Rituale behielt bis 1950 Gültigkeit.
Johann Philipp von Schönborn, von Friedrich von Spee nachhaltig beeinflusst, war einer der ersten Reichsfürsten, die die Abhaltung von Hexenprozessen auf ihrem Territorium verbieten ließen.
Da er auch Bischof von Würzburg und Worms war, nutzte Johann Philipp diese einmalige Gelegenheit, um alte Unstimmigkeiten auf weltlicher (Grenzen) und geistlicher (Pfarrerernennungen) Ebene zwischen den Stiften auszuräumen.
Der Erzbischof förderte die aufkommende Barockfrömmigkeit und das damit verbundene Prozessions-, Gebets- und Eucharistiewesen. Die Gebetsvereinigungen sollten den Bewohnern über Notzeiten, wie der Pestepidemie von 1666, hinweghelfen. Zusammen mit seinem Großcousin Johann von Heppenheim genannt vom Saal († 1672) ließ er 1660 das Priesterseminar und 1665 das Waisenhaus im Hof zum Homberg wiedererrichten.
1662 gründete Johann Philipp von Schönborn die Martinus-Bibliothek. Sie ist seit 350 Jahren die wissenschaftliche Bibliothek des Bistums und nach der Stadtbibliothek Mainz als kommunale Nachfolgeeinrichtung der 1477 begründeten Alten Universitätsbibliothek die älteste Bibliothek von Mainz.

#### Verhältnis zum Protestantismus und zum Judentum
Während seiner gesamten Amtszeit erwies sich Erzbischof Schönborn als außergewöhnlich tolerant gegenüber dem Protestantismus. An seinem Hofe hielten sich oft auch protestantische Gelehrte, wie zum Beispiel der junge Gottfried Wilhelm Leibniz, auf. Schönborn duldete nicht nur protestantische Gottesdienste auf seinem Territorium, sondern nahm sogar selbst an protestantischen Tauffeiern teil - ein für die damalige Zeit ganz und gar außergewöhnliches Verhalten für einen katholischen Erzbischof.
Angetrieben wurde der Erzbischof dabei von dem Gedanken, die Konfessionen wieder einander anzunähern. Nach Auffassung Johann Philipps von Schönborn war eine Wiedervereinigung der christlichen Konfessionen noch erreichbar. Konkret erwog er z. B. Laienkelch und Priesterehe zuzulassen, um Protestanten zum Katholizismus zurückzuführen. Konvertiten nahm er sich besonders an.
1642 verfügte der Bischof die endgültige Vertreibung der Juden in Würzburg. Diese Regelung galt bis 1803.

#### Baumeister
In die Zeit Johann Philipps von Schönborn fällt auch der Ausbau der Stadt Mainz zur Festung. Nachdem Mainz mit der Zitadelle und vorgelagerten Forts (Kastel) schon immer einen festungsartigen Charakter hatte, ließ der Kurfürst die Stadt zu einer zusammenhängenden Festung ausbauen. In einer weiteren Bauphase von 1655–75 wurde die westliche Stadtbefestigung mit sechs Bastionen (Johannes, Philipp, Martin, Bonifatius, Alexander und Paulus), sowie weitere 10 Bastionen, die einen sternförmigen Gürtel um Mainz bildeten errichtet; siehe Stich von Cöntgen. Zwischen den Bastionen Philipp und Martin wurde 1670 das neue Gautor errichtet. Außerdem wurde eine Bürgermiliz gegründet, die dem Festungskommandanten der Stadt unterstand. Die Arbeiten an der Festung zogen sich bis weit ins 18. Jahrhundert hinein und kosteten die Stadt ein Vermögen. Zusätzlich zum Bau der Festung entstanden auch viele Barockbauten in Mainz (Residenz des Festungskommandanten, Adelshöfe). In Erfurt ließ Johann Philipp ab 1665 die Zitadelle Petersberg neu erbauen und die alte Stadtfeste Zitadelle Cyriaksburg modernisieren.

### Tod
Ein Nierenleiden hatte den Erzbischof früh dazu gebracht, über die Einsetzung eines Koadjutors mit dem Recht der Nachfolge nachzudenken. Am 15. Dezember 1670 wurde der Fürstbischof von Speyer, Lothar Friedrich von Metternich-Burscheid hierzu ernannt. In Worms amtierte der Domkapitular Philipp von Wrede zu Amecke († 1677) als sein Administrator.
Am 12. Februar 1673 starb der als Deutscher Salomo, Vater des Vaterlandes und Friedensfürst gerühmte Johann Philipp von Schönborn in Würzburg. Er wurde in Würzburg begraben, sein Herz jedoch nach Mainz überführt, wo es im Westchor des Mainzer Doms beigesetzt wurde. Sein dortiges Grabdenkmal nennt ihn einen wahrhaft Großen.

### Gedenken
In der Gedenkstätte Walhalla befindet sich eine Büste, die 1818 von Christian Friedrich Tieck gefertigt wurde.